# 肇庆市第一人民医院
肇庆市第一人民医院（肇庆医学院第一附属医院）是广东省肇庆市一所集医疗、护理、教学、科研、预防、保健、康复于一体的国家三级甲等综合性医院，是肇庆市最大的综合性医疗机构。2013年1月25日，肇庆市第一人民医院整体迁入新址。2020年，成为肇庆市唯一新型冠状病毒感染的肺炎广东省级定点救治医院。

## 科室设置
来源：

### 内科
- 综合内科
- 呼吸内科
- 神经内科
- 肾内科
- 内分泌代谢科
- 心血管内科
- CCU
- 消化内科
- 风湿免疫科
- 血液病科
- 特需诊疗中心
- 感染性疾病科
- 重症医学科

### 外科
- 普外科
- 骨外科
- 烧伤整形外科
- 泌尿外科
- 神经外科
- 胸心血管外科
- 介入血管外科
- 脑血管病区
- 整形美容中心

### 妇产科
- 妇科产科
- 妇产科
- 门诊生殖不孕中心

### 儿科
- 普通儿科
- 新生儿科NICU
- 儿科PICU
- 儿童保健中心儿科
- 急诊儿童呼吸中心

### 五官系统
- 耳鼻咽喉头颈外科
- 眼科
- 口腔科

### 肿瘤科
- 肿瘤综合治疗区

### 其他科室
- 皮肤科
- 中医科
- 康复医学科
- 急诊科
- 麻醉科
- 营养科
- 中医男科
- 泌尿结石

### 医技辅助科室
- 体检中心
- 放射影像科
- 核医学科
- 功能科
- 医学检验中心
- 病理科
- 药学部
- 输血科
- 中心实验室
- 氧疗中心

### 北岭分院
- 北岭分院老年病区